# Emilio Ramos
Emilio Ramos, född 25 april 1935, är en spansk bågskytt. Han deltog vid olympiska sommarspelen 1972.